# シン・スンフン
シン・スンフン（신승훈、1966年4月11日 - ）は、韓国・大田出身の、韓国を代表するシンガーソングライター。

## 略歴
1990年11月1日、自ら作詞作曲した「微笑みに映った君」でデビュー。いきなり140万枚の大ヒットを記録し、それ以降8年連続でミリオンセラーを記録。「アジアで最短期間1400万枚販売」、「14週連続1位」（見えない愛(158万枚)）など数々の記録を持ち、「バラードの皇帝」「国民的歌手」と呼ばれている。
1992年、「見えない愛」でSBS人気歌謡の14週連続ヒットチャート1位という記録を達成。この記録は韓国ギネスブックにも登録されている。
1996年、「僕より少し高いところに君がいるだけ」(247万枚)で、ダブル・ミリオンを記録。この曲は2005年に映画「連理の枝」の主題曲となった。
2001年、サッカー日韓ワールドカップ開催記念アルバム『PROJECT 2002 The Monsters』に参加。
2003年、映画「猟奇的な彼女」の主題歌「I Believe」が大ヒット。日本でも知名度を上げた。
日本のバンドTUBEの韓国公演にゲスト参加して以来親交がある。
2004年、10月9日大阪、10月12日-13日東京で初来日単独コンサートを行い、日本のメディアからも高い評価を受け、2005年7月6日、日本デビューを果たした。

## イベント

### 日本開催のイベント出演
2005年
- 「THE Shin Seung Hun SHOW in Japan」
  - 8月30日 - 31日 グランキューブ大阪
  - 9月4日 東京国際フォーラム ホールA
- 「デビュー15周年記念パーティー」
  - 9月2日に大阪、9月6日に東京で開催。[要出典]

2006年
- 「森山良子韓流コンサート」（7月22日、河口湖ステラシアター）※森山良子と共演

2007年
- 「The Shin Seung Hun SHOW 2007 in Japan」
  - 3月3日 愛知県芸術劇場
  - 3月5日 - 6日 大阪フェスティバルホール
  - 3月10日 - 11日 東京国際フォーラム ホールA
- 「森山良子 with FRIENDS 生きる2007 ～小児がんなど病気と闘う子供たちとともに～」（7月10日、Bunkamura オーチャードホール）

2008年
- ファンミーティング「One fine day with shin-phony」
  - 5月30日 NHK大阪ホール
  - 6月1日 渋谷C.C.Lemonホール
- 「POWER OF ATAMIX　'08」（8月15日、熱海観光港芝生広場）

2009年
- 「The Shin Seung Hun Show　-Acoustique-」
  - 4月28日 大阪厚生年金会館 大ホール
  - 4月30日 神戸国際会館 こくさいホール
  - 5月2日 中京大学文化市民会館 オーロラホール
  - 5月4日 サンシティ越谷市民ホール 大ホール
  - 5月7日 NHKホール

2010年
- 「20th Anniversary 2010 The Shin Seung Hun SHOW in Japan」
  - 3月3日 グランキューブ大阪
  - 3月6日 - 7日 東京国際フォーラム ホールA
- チャリティーコンサート「国連の友Asia-Pacific Global Peace with Music 2010」
  - 9月14日 グランキューブ大阪
  - 9月16日 東京国際フォーラム ホールA

2011年
- 「The Shin Seung Hun Show 2011 －My way－」
  - 6月22日 ハーモニーホール座間
  - 6月24日 NHKホール
  - 6月25日 名古屋市公会堂
  - 6月27日 尼崎市総合文化センター アルカイックホール

2013年
- 「THE SHIN SEUNG HUN JAPAN LIVE 2013 ～GREAT WAVE～」（12月26日 - 27日、中野サンプラザホール）

2014年
- 「SHIN SEUNG HUN FANMEETING 2014 IN JAPAN　〜I will〜」
  - 11月4日 なんばHatch
  - 11月6日 豊洲PIT

2015年
- 「HUNY FAMILY JAPEN PRESENTS シン・スンフン 25×10 Party In Japan ～FCリニューアル記念会員限定イベント～」（5月30日、日経ホール(大手町)）

2016年
- 「2016 SHIN SEUNG HUN PREMIUM LIVE IN JAPAN」（4月12日 - 13日、ビルボードライブ東京）

2017年
- 「SHIN SEUNG HUN Dinner Show」（4月16日、ヒルトン東京）

2018年
- 「SHIN SEUNG HUN Japan Fanmeeting《Huny's Cafe 2018》」
  - 3月24日 松下IMPホール
  - 3月25日 品川インターシティホール

2019年
- 「SHIN SEUNG HUN Fanmeeting 2019 IN JAPAN “Been There, Done That”」（6月18日、豊洲PIT）

## メディア出演
- ミュージックフェア（2007年9月22日）

## 受賞歴
- 1991年
  - 「第二回 ソウル歌謡大賞」新人賞 受賞
  - 「第五回 韓国歌詞大賞」美しい歌詞賞 受賞
  - 「大韓民國映像音盤大賞」ゴールデンディスク本賞 受賞
  - 「MBC 10大歌手歌謡祭」本賞 受賞
- 1992年
  - 「第三回 ソウル歌謡大賞」7大歌手賞 受賞
  - 「大韓民國映像音盤大賞」ゴールデンディスク大賞 受賞
  - 「KBS 歌謡大賞」大賞 受賞
  - 「MBC 10大歌手歌謡祭」本賞 受賞
- 1993年
  - 「第四回 ソウル歌謡大賞」ポップバラード部門 大賞
  - 「KBS 歌謡大賞」10大歌手賞 受賞
  - 「大韓民國映像音盤大賞」本賞 受賞
- 1994年
  - 「第五回 ソウル歌謡大賞」ポップバラード部門 大賞
  - 「大韓民國映像音盤大賞」本賞 受賞
  - 「KBS 歌謡大賞」本賞 受賞
- 1996年
  - 「第七回 ソウル歌謡大賞」本賞 受賞
  - 「大韓民國映像音盤大賞」本賞 受賞
  - 「KBS 歌謡大賞」本賞 受賞
- 1998年
  - 「第七回 ソウル歌謡大賞」本賞 受賞
  - 「大韓民國映像音盤大賞」本賞 受賞
  - 「KBS 歌謡大賞」本賞 受賞
- 2000年
  - 「M-NETミュージックビデオフェスティバル」男性ソロ部門賞 受賞
  - 「KMTV歌謡大賞」本賞 受賞
  - 「第九回 ソウル歌謡大賞」本賞 受賞
  - 「MBC 10大歌手歌謡祭」本賞 受賞
  - 「大韓民國映像音盤大賞」本賞 受賞
  - 「KBS 歌謡大賞」本賞 受賞
- 2002年
  - 「M-NETミュージックビデオフェスティバル」今年のミュージックビデオ賞 受賞
  - 「KMTV Korean Music Awards」本賞 受賞
  - 「大韓民國映像音盤大賞」本賞 受賞
  - 「SBS 歌謡大典」本賞 受賞
  - 「KBS 歌謡大賞」本賞 受賞
  - 「MBC 10大歌手歌謡祭」本賞 受賞